# العقوبات البديلة في المغرب
العقوبات البديلة في المغرب هي إجراءات قانونية تهدف إلى استبدال عقوبة السجن بعقوبات أخرى تُحقق أهداف العقوبة الجنائية مثل الردع العام والخاص، وإعادة تأهيل المحكوم عليهم في المغرب. برزت فكرة العقوبا
ت البديلة كجزء من الجهود الإصلاحية لتطوير النظام القضائي وتحقيق العدالة التصالحية.

## الإطار القانوني
بدأ المغرب في اعتماد العقوبات البديلة ضمن إصلاحاته القانونية الرامية إلى تقليل الاعتماد على عقوبات الحبس القصيرة. تُمنح هذه العقوبات من قبل القضاء بناءً على نوع الجريمة وظروف المحكوم عليه. مشاريع القوانين الحديثة في المغرب تسعى إلى توسيع نطاق تطبيق هذه العقوبات.

## الأنواع
1. الخدمة الاجتماعية: تُلزم المحكوم عليهم بالقيام بأعمال تخدم المجتمع، مثل العمل في المستشفيات أو المؤسسات التعليمية، بهدف تعزيز المسؤولية الاجتماعية.
2. الغرامات المالية: تُفرض الغرامات كبديل لعقوبة الحبس في الجرائم البسيطة، مع تخصيص الأموال لدعم المصلحة العامة.
3. المراقبة الإلكترونية: تعتمد هذه العقوبة على التكنولوجيا لمتابعة المحكوم عليه في مكان إقامته أو أماكن محددة.
4. التدريب المهني والتأهيل: يُطلب من المحكوم عليهم الانخراط في برامج تدريبية تُعدهم لسوق العمل وتساعد في إعادة إدماجهم.[1]

## الأهداف
- تخفيف اكتظاظ السجون: تساعد العقوبات البديلة على تقليل الضغط على المؤسسات السجنية.
- إعادة الإدماج الاجتماعي: تُساهم في إعادة تأهيل الجناة ودمجهم في المجتمع.
- الحد من التكاليف: تُعد أقل تكلفة من عقوبة السجن.
- تعزيز العدالة التصالحية: تُتيح تعويض المجتمع عن الأضرار الناتجة عن الجريمة.[1]

## التحديات
- الوعي المجتمعي: لا يزال بعض أفراد المجتمع ينظرون إلى العقوبات البديلة كتنازل عن العدالة الجنائية.
- البنية التحتية: يتطلب نجاح هذه العقوبات توفير بنية تحتية ملائمة، مثل أنظمة المراقبة الإلكترونية ومراكز التدريب.
- التنسيق بين المؤسسات: يحتاج تطبيق العقوبات البديلة إلى تعاون فعال بين الجهات القضائية والأمنية والمجتمع المدني.[1]

## الأهمية
تُعتبر العقوبات البديلة خطوة مهمة نحو تطوير النظام القضائي المغربي، حيث تُساهم في تعزيز العدالة التصالحية وتقليل معدلات العود إلى الجريمة. ومع تزايد الاهتمام الدولي بهذه العقوبات، يسعى المغرب إلى تحسين آليات تنفيذها وضمان فعاليتها من خلال التشريعات والإصلاحات المستمرة.

## روابط خارجية
1. وزارة العدل المغربية.
2. القانون الجنائي المغربي
3. لجنة العدل والتشريع وحقوق الإنسان بمجلس النواب تصادق على قانون العقوبات البديلة في إطار قراءة ثانية.
4. العقوبات البديلة تدخل حيز التنفيذ بالمغرب.. تفاصيل القانون وشروط التفعيل
5. العقوبات البديلة في المغرب